# TERA TU Graz

Vereinslogo des TERA TU Graz

Das TERA TU Graz (früher: Team Eco-Racing Austria der Technischen Universität Graz) ist ein Team bestehend aus Studenten der Grazer Hochschulen, das sich auf die Entwicklung höchst effizienter Fahrzeuge für Effizienzwettbewerbe spezialisiert hat. Das Team dient vorrangig als Ausbildungsplattform für Studierende.

## Das Team

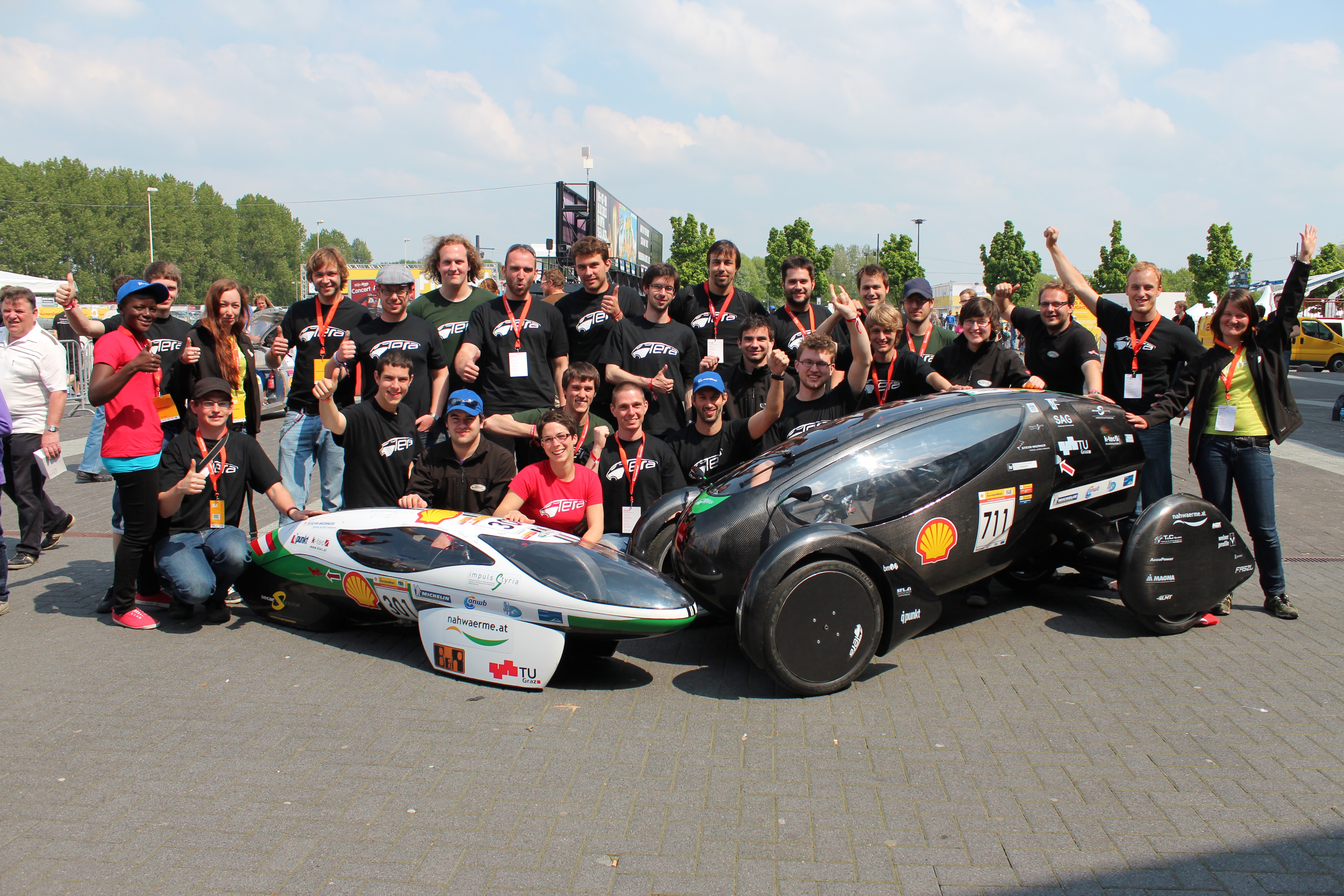
Das Team 2012 beim Shell Eco-Marathon

### Geschichte
Das Team wird als eingetragener Verein geführt und wurde 2009 als Team Eco-Racing Austria der TU Graz (Abkürzung: TERA) gegründet und 2012 in TERA TU Graz Verein für effiziente Fahrzeugtechnologien umbenannt. im Jahr 2010 erfolgte die erste Teilnahme beim Shell Eco-Marathon am Lausitzring in Deutschland. Seit 2009 hat sich das ursprünglich 10 Studenten umfassende Team, welches das erste Fahrzeug Fennek (angelehnt an den Wüstenfuchs) noch im eigenen Zuhause konstruierte, kontinuierlich vergrößert und arbeitet jetzt in eigenen von der TU Graz zur Verfügung gestellten Räumen. Derzeit forschen insgesamt 38 Studierende aller großen Grazer Universitäten (TU Graz, Universität Graz, FH Joanneum, PH Steiermark) an den Projekten.

### Ziele
Hauptziel des Teams ist es, eine Ausbildungsplattform zu bieten und dabei Kreativität und praktische Kompetenzen der Mitglieder zu fördern.
Ein weiteres Ziel ist es, die Entwicklung effizienter Antriebstechnologien für erneuerbare Energiequellen voranzutreiben und dahingehend auszubilden. Im Fokus steht auch die Förderung praktischer Kompetenzen und Fähigkeiten neben der theoretischen Ausbildung an der Hochschule.

### Finanzierung
Die Finanzierung der Projekte erfolgt durch zahlreiche Sponsoren aus dem Industrie- und Dienstleistungssektor, die sich entweder materiell (Material, Fertigungskapazität, …) oder finanziell beteiligen.

## Erfolge

### Shell Eco Marathon
- 2010: Platz 15 in der Kategorie Prototype Hydrogen mit umgerechnet 1770 km/l Benzin[1]
- 2011: Platz 1 in der Kategorie Prototype Battery Electric mit 843 km/kWh (umgerechnet 7500 km/l)[2]
- 2012: Platz 2 in der Kategorie Prototype Battery Electric mit 619 km/kWh (umgerechnet 5600 km/l)[3]
- 2012: Platz 12 in der Kategorie Urban Concept Battery Electric mit 75 km/kWh (umgerechnet 660 km/l)[4]
- 2013: Platz 4 in der Kategorie Prototype Battery Electric mit 782 km/kWh[5]
- 2014: Platz 1 in der Kategorie Prototype Battery Electric mit 1091,6 km/kWh[6]
- 2017: Platz 3 in der Kategorie Prototype Battery Electric mit 596,3 km/kWh[7]
- 2018: Platz 14 in der Kategorie Prototype Battery Electric mit 345 km/kwh[8]
- 2019: Platz 9 in der Kategorie Prototype Battery Electric mit 510,9 km/kwh[9]

### Weitere Auszeichnungen
- 2010: Gewinn des Energy Globe STYRIA AWARD in der Kategorie FIRE[10]

## Fahrzeuge

### Fennek 2010

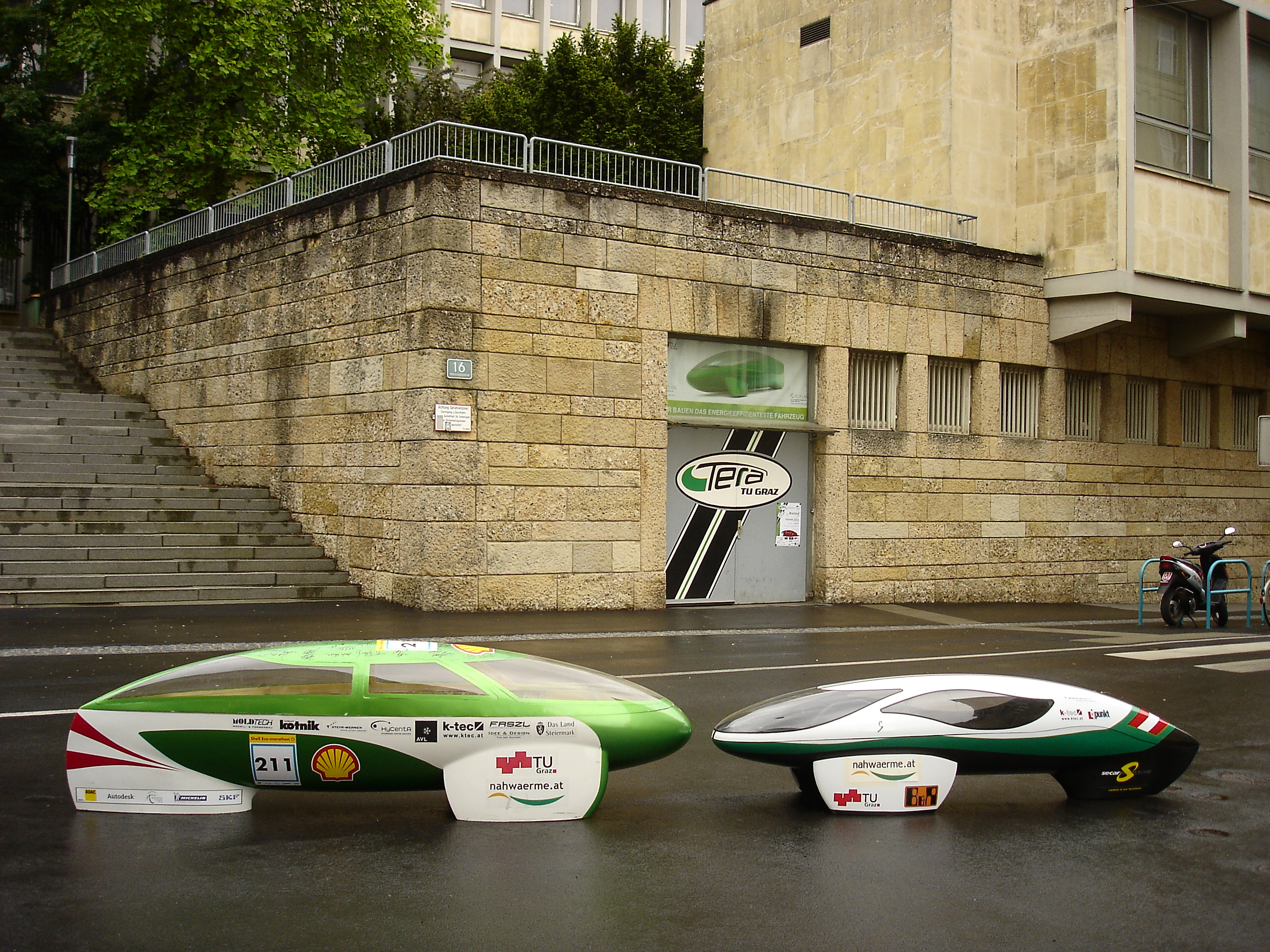
Fennek 2010 und 2011

Der Fennek 2010 war das erste Fahrzeug des TERA-Teams und erreichte beim Shell Eco Marathon 2010 den Platz 15 und das Team erhielt den Award für den besten Newcomer. Eine Wasserstoffbrennstoffzelle ist die Energiequelle für das etwa 50 kg leichte Fahrzeug.
Der Name des Fahrzeugs ist eine Anlehnung an den Fennek (Wüstenfuchs).

### Fennek 2011
Nach dem Erfolg 2010 wurde der Fennek komplett neu gestaltet. Ein Monocoque aus kohlenstofffaserverstärktem Kunststoff und konsequenter Leichtbau ermöglichen eine Fahrzeugmasse von nur 30 kg. Die Brennstoffzelle wurde durch einen Lithium-Polymer-Akku als Energiespeicher ersetzt.
Der Fennek 2011 erreichte den ersten Platz in der Kategorie Prototype Battery Electric sowie den CO2 Award.
Technische Daten:
- Gesamtgewicht: 30 kg
- Antriebsleistung: 200 W
- Akkumulator: 44,4 V (97,7 Wh) 12s LiPo
- Cw-Wert: 0,07

### Panther

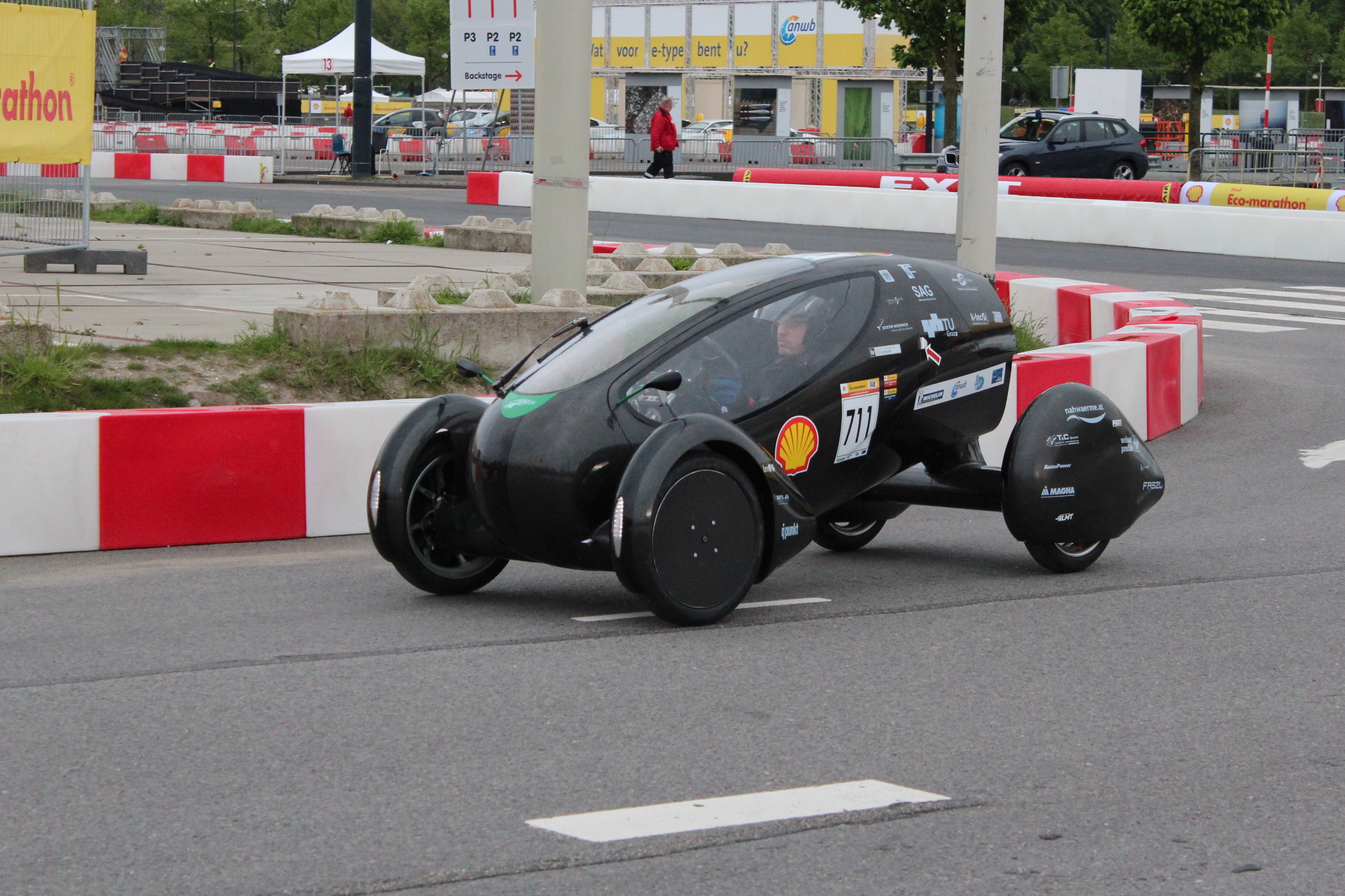
Panther des TERA TU Graz

In der Saison 2012 entschied sich das Team, nach dem es in den Vorjahren mit zwei Fahrzeugen der Prototypen-Klasse angetreten war, einen Schritt weiterzugehen und ein Fahrzeug der Klasse  Urban Concept Cars zu konstruieren. Die Urban Concept Cars, welche am Shell Eco-Marathon antreten, müssen, im Gegensatz zu den der Prototypen-Klasse gewisse Merkmale eines Straßenfahrzeugs aufweisen und ein gewisses Level an Komfort bieten. Wie auch beim Fennek 2011 wurde ein CFK-Monocoque konstruiert und gefertigt, so dass das Gesamtgewicht des Panther lediglich 120 kg beträgt. Der Name Panther ist eine Anlehnung an den Panther im Steirischen Wappen und soll an die Herkunft des Fahrzeugs erinnern.
Der Panther erreichte bei seiner ersten Wertungsfahrt den 12. Platz in der Kategorie Urban Concept Battery Electric.
Technische Daten:
- Eigengewicht: 120 kg
- Antriebsleistung: 2 kW
- Akkumulator: 44,4 V (444 Wh) 12s LiPo
- Cw-Wert: 0,25

### Fennek 2013
Die Form des Fennek 2013 ist identisch mit dem 2011er Modell, doch wurde das Monocoque komplett überarbeitet und neu aufgebaut. Ebenso wurden die verbauten Aluminiumteile gewichtsoptimiert und die Elektronik überarbeitet und miniaturisiert. Durch diese Schritte konnte eine Gewichtsreduktion von über 20 % erreicht werden.
Der Fennek 2013 erreichte den 4. Platz in der Kategorie Prototype Battery Electric, wobei 2013 erstmals Solarfahrzeuge in dieser Fahrzeugklasse mit in die Wertung aufgenommen wurden.
Technische Daten:
- Gesamtgewicht: 23 kg
- Antriebsleistung maximal: 500 W
- Antriebsleistung durchschnittlich: 30 W
- Akkumulator: 44,4 V (57,7 Wh) 12s LiPo
- Cw-Wert: 0,07

### Fennek 2014

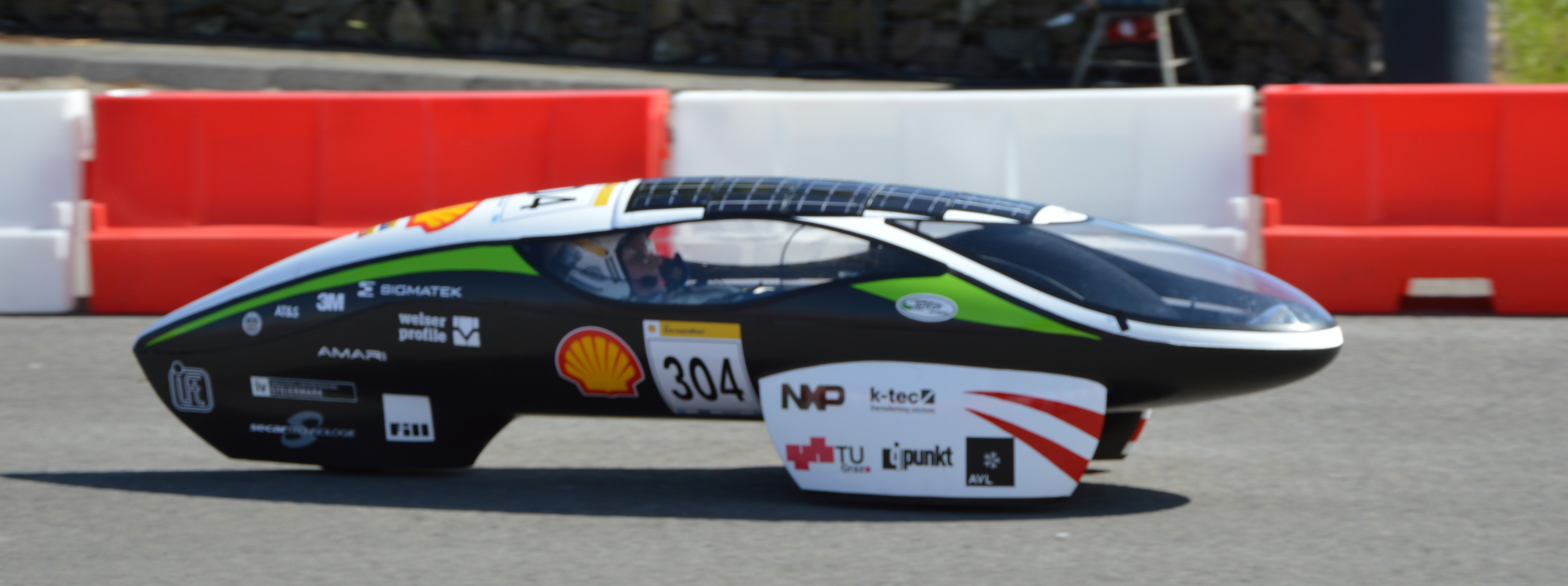
Fennek 2014 am Shell Eco-Marathon

Das Monocoque des Fennek 2014 ist identisch mit dem 2013er Modell, jedoch wurde in diesem Jahr das Augenmerk auf hocheffiziente Ladeelektronik und verbesserte Photovoltaikzellen gerichtet, damit der Fennek am Shell Eco-Marathon 2014 wieder um den Sieg mitfahren kann.
Der Fennek 2014 erreichte von 58 gemeldeten und 28 gewerteten Teams den 1. Platz in der Kategorie Prototype Battery Electric, wobei 2014 die Photovoltaikzellen maximal 20 % der verbrauchten Energie einspeisen durften.
Technische Daten:
- Gesamtgewicht: 25 kg
- Antriebsleistung maximal: 500 W
- Antriebsleistung durchschnittlich: 30 W
- Akkumulator: 44,4 V (57,7 Wh) 12s LiPo

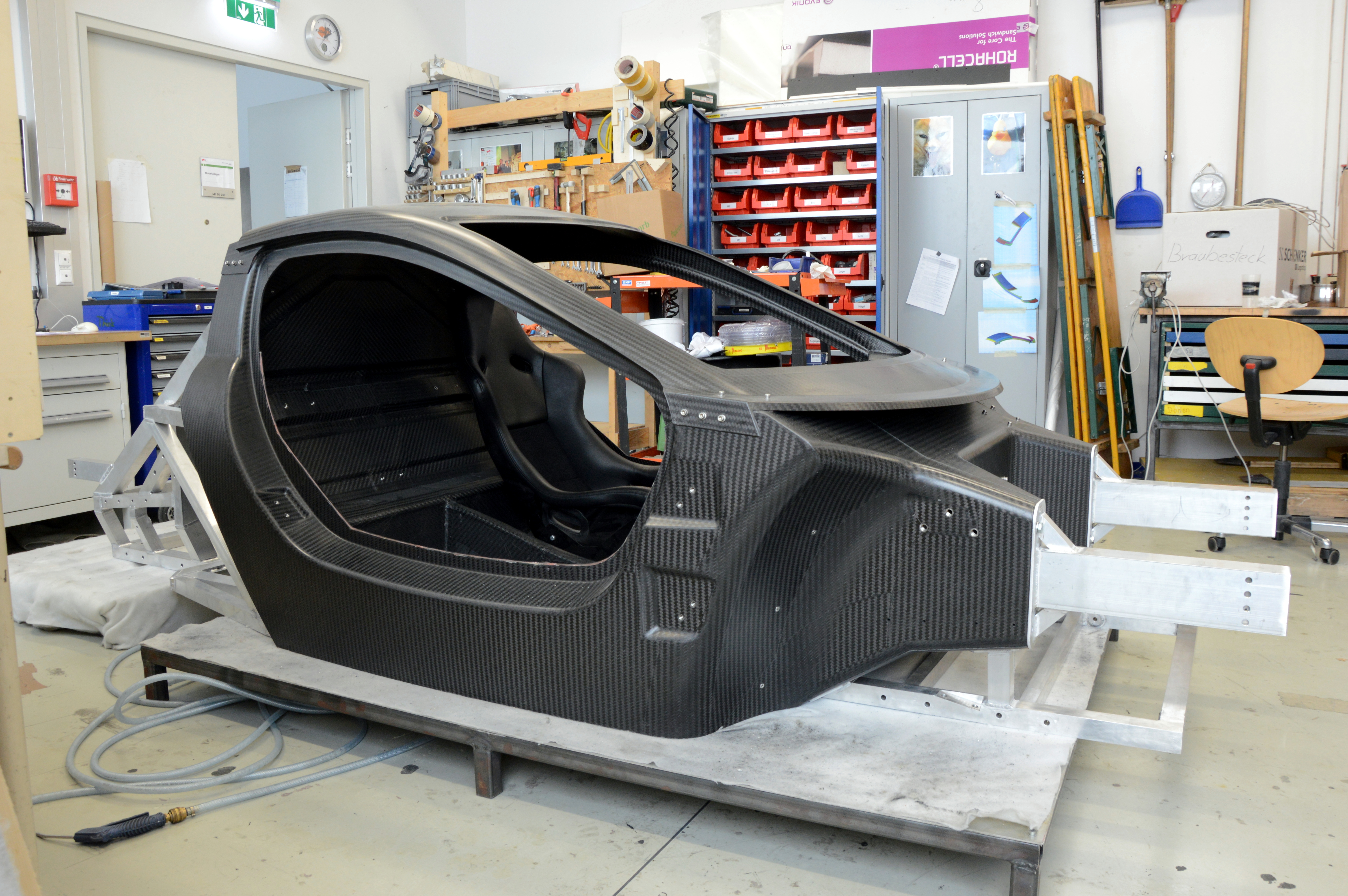
Chassis IBEX Tera TU Graz

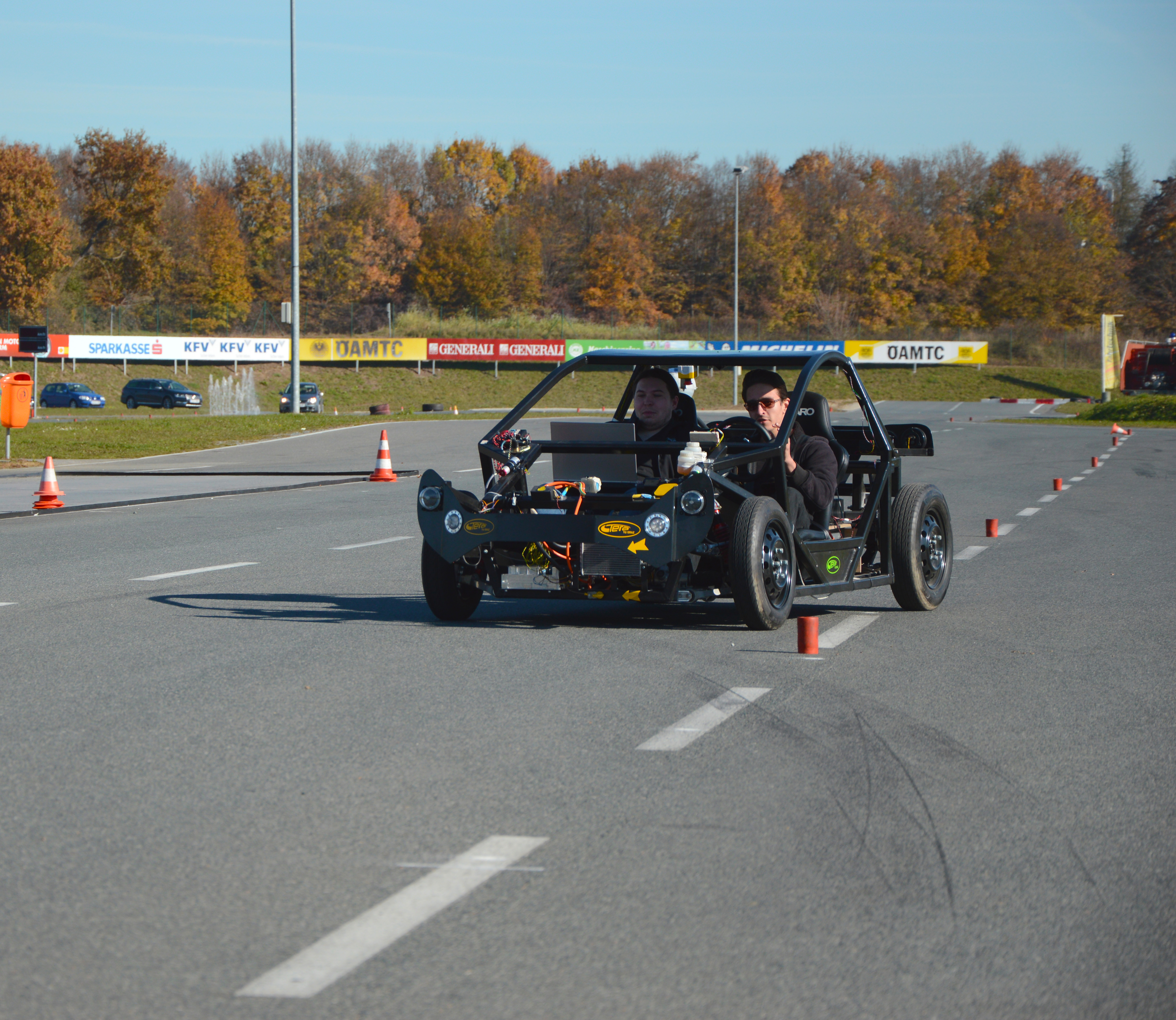
Versuchsträger IBEX Tera TU Graz

- Cw-Wert: 0,07

### Ibex
Der Ibex ist das bisher langfristigste Projekt des TERA. Hinter diesem Namen verbirgt sich ein Leichtkraftfahrzeug der Fahrzeugklasse M1 für die allgemeine Straßenzulassung. Der Name des Fahrzeugs ist eine Anlehnung an den Alpensteinbock (Ibex), welcher in Mitteleuropa heimisch ist.
Geplante technische Daten:
- Gewicht: 450 kg (ohne Traktionsbatterie)
- Nennleistung: 12,5 kW (30,5 kW kurzzeitige Spitzenleistung)
- Reichweite: 250 km
- Stauraum: 220 l
- Höchstgeschwindigkeit 130 km/h
- 2 Sitzplätze
- 3-Gang Automatikgetriebe
- CFK Monocoque

### Fennek 2017

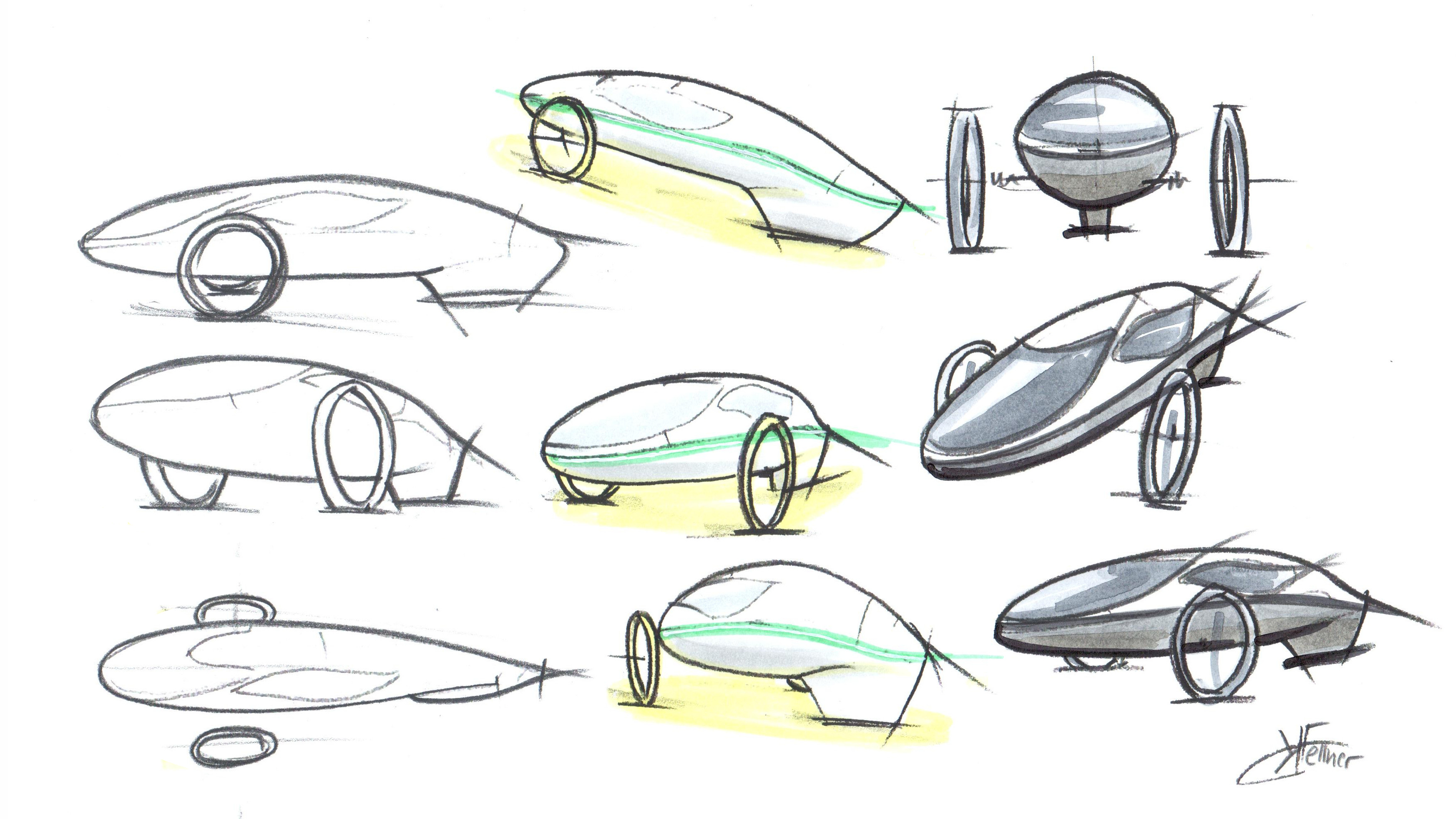
Konzeptzeichnung Fennek 2017

Da sich für den Shell Eco-Marathon 2017 in London das Regelwerk massiv geändert hat, trat TERA TU Graz mit einem neuen Fahrzeugkonzept an.
Grundlegende Änderungen gegenüber dem vorhergegangenen Bewerbsfahrzeug:
- Vorderradlenkung
- außenstehende Vorderräder
- neues Chassiskonzept